# Кингспан (стадион)
Стадион Кингспан (на английски: Kingspan Stadium) е стадион за ръгби в Белфаст, Северна Ирландия, с капацитет от 18 хиляди зрители. Преди да подпише 10-годишно спонсорско споразумение през 2014 г., той се нарича Рейвънхил (на английски: Ravenhill). Стадионът е собственост на Ирландския ръгби съюз и е домашна арена за Ълстър (ръгби клуб). В допълнение, той редовно е домакин на финалите на различни провинциални аматьорски състезания по ръгби. 

## История
Рейвънхил е построен през 1923 г., а през 1924 г. тук се играе първият мач, в който се срещат провинциалните отбори на Ълстър и Ленстър. През същата година ирландският национален отбор по ръгби играе на стадиона за първи път, като губи от Англия в Купата на петте нации с резултат 3:14. 
На 13 февруари 1994 г. на стадиона се провежда и първият домакински мач на ирландския женски отбор по ръгби: домакините загубват от Шотландия с 0 : 5   .
В северния ъгъл на арената има арка, посветена на паметта на ирландските играчи на ръгби, загинали през Първата и Втората световна война . На две плочи са изписани редове от стихотворението Recessional на Ръдиард Киплинг.

## Реконструкция

### 2009 г.
Стадионът претърпява първата реконструкция през 2009 г. Основната трибуна е подобрена и общата стойност на работата е, според различни оценки, от 3,5 до 5 милиона паунда   . Проектът е финансиран отчасти от правителството на Северна Ирландия, по-специално Министерството на спорта и Министерството на културата, изкуствата и свободното време. По време на реконструкцията Ълстър продължава да играе мачове в Рейвънхил, чийто капацитет е намален с 3,5 хиляди души. Новият стадион е официално открит на 9 октомври 2009 г. за мача за купата на Heineken срещу Bath Rugby. На церемонията по откриването присъства министър-председателят Питър Робинсън.

### 2012 – 2014 г.
През 2010 г. става известно, че се планира нова реконструкция на стадиона . Както и преди, проектът получава финансиране от Министерството на спорта. По време на работата са изградени три нови трибуни, като по този начин общият капацитет на стадиона се увеличава от 11 на 18 хиляди зрители. Реконструкцията се провежда на няколко етапа, така че стадионът продължава да бъде домакин на мачове по ръгби. Официалното откриване се състои на 2 май 2014 г. преди четвъртфиналния мач на Pro12 между Ълстър и Ленстър. През лятото на същата година правата за използване на името на стадиона са продадени на Kingspan Group, която произвежда строителни материали. 